# Saguenay–Lac-Saint-Jean
Saguenay–Lac-Saint-Jean är en administrativ region i Québec, i provinsens nordöstra del. Den består av fyra sekundärkommuner (municipalités régionales de comté) och 60 primärkommuner.
Saguenay–Lac-Saint-Jean är med 95 893 km² Québecs till ytan tredje största region, efter Nord-du-Québec och Côte-Nord. Regionen har sammanlagt 277 007 invånare. I regionen finns ett First Nations-reservat, Mashteuiatsh, som befolkas av innuer.

## Historia
1 september 1535 upptäckte Jacques Cartier Saguenayflodens mynning vid Tadoussac. Många indianer från byarna Stadacona (vid dagens Québec) och Hochelaga (vid dagens Montréal) beskrev området uppströms floden som ett kungarike rikt på guld och koppar. Den förste europén som tog sig uppför floden var Samuel de Champlain, som nådde dagens Sainte-Rose-du-Nord 1603 utan att hitta några rikedomar.
Jesuitprästen Jean de Quen nådde och namngav Lac Saint-Jean 1647 efter att ha bjudits in av lokala indianer, som hade drabbats av en epidemi. Detta ledde till upprättandet av en missionsstation 1652.

## Geografi
Regionen har fått sitt namn av två stora vatten: Lac Saint-Jean och Saguenayfloden. Sjön och floden påverkar tydligt landskapet och har varit drivkrafter för regionens utveckling. Andra viktiga floder är Lac Saint-Jeans tillflöden Ashuapmushuan, Mistassibi och Péribonka.
Stora delar av regionens yta är obefolkade och statsägda. De administreras som zones d'exploitation contrôlées ("zoner för kontrollerad exploatering"), en typ av jakt- och fiskereservat. Regionens centrala delar, som omges av skogar och bergsmassiv, utgör en fertil enklav i Kanadensiska skölden.
Regionen har drabbats av flera naturkatastrofer. I maj 1870 förstörde en brand nästan allt land mellan Mistassini och Baie des Ha! Ha!. Ett jordskred dränkte byn Saint-Jean-Vianney 1971 och dödade 31 personer. År 1988 drabbades regionen av en jordbävning med magnituden 6,2.

## Befolkning

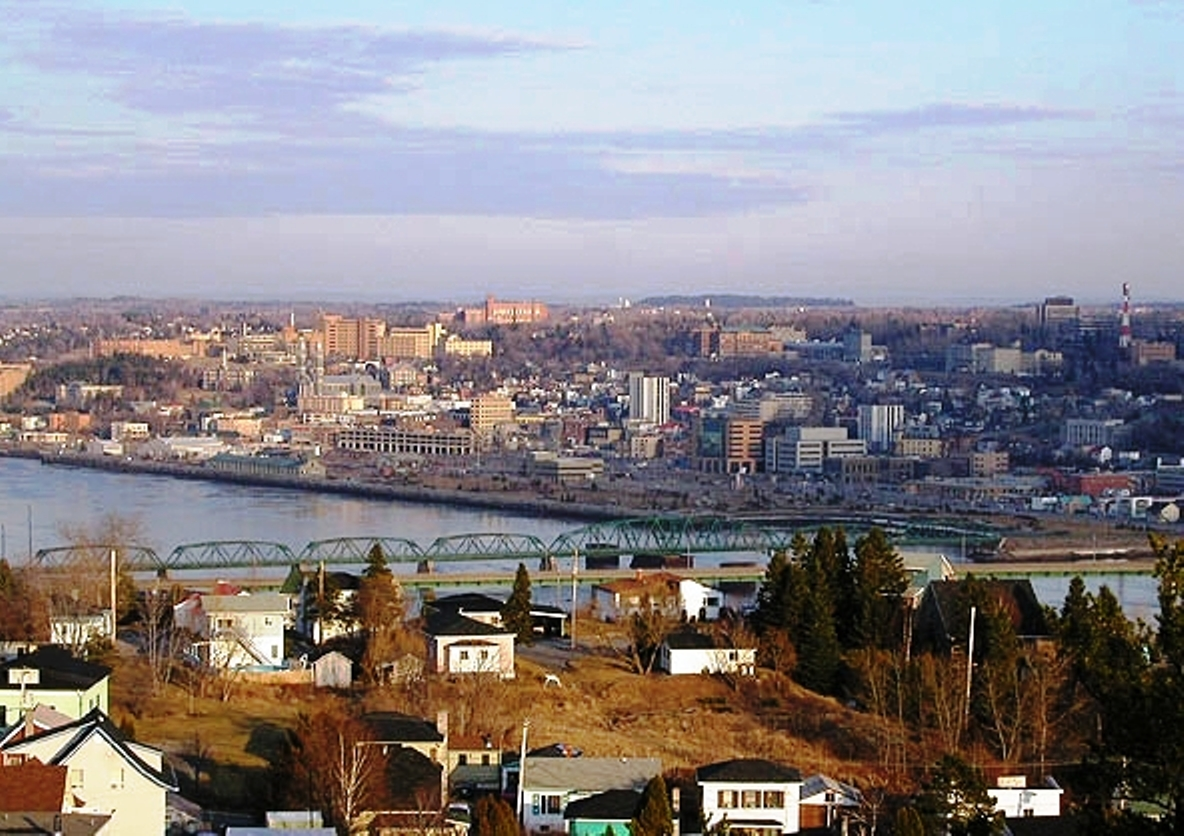
Chicoutimi, en av orterna i staden Saguenay.

Saguenay–Lac-Saint-Jeans befolkning utgör 3,8 % av provinsen Québecs befolkning. Den är koncentrerad till tre områden: Saguenay (146 332 invånare), Alma (32 603 invånare) och Roberval–Saint-Félicien–Dolbeau-Mistassini (36 407 invånare).
På grund av en grundareffekt finns vissa ärftliga sjukdomar nästan bara i Saguenay–Lac-Saint-Jean, bland annat Andermanns syndrom.

## Kultur
Saguenay–Lac-Saint-Jeans flagga skapades 1938, till hundraårsminnet av de första jordbrukande kolonisterna. Rött representerar befolkningen, grönt naturen, gult jordbruket och grått aluminiumindustrin.
Den Québecfranska dialekten i Saguenay–Lac-Saint-Jean utmärker sig både med avseende på uttal och på ordförråd. Till skillnad från många andra franska dialekter i Québec förfranskas uttalet av lånord från engelska. Vokalerna u och i betonas mycket starkt och nasalvokaler uttalas kraftigt.
Mat som regionen är känd för är amerikanska blåbär och tourtière du Lac-Saint-Jean, en sorts köttpaj.

## Sekundärkommuner
- Lac-Saint-Jean-Est (centralort Alma)
- Le Domaine-du-Roy (centralort Roberval)
- Le Fjord-du-Saguenay (centralort Saguenay, som ligger utanför sekundärkommunen)
- Maria-Chapdelaine (centralort Dolbeau-Mistassini)
- Mashteuiatsh (innureservat utanför sekundärkommunindelningen, räknas dock till Le Domaine-du-Roy i vissa sammanhang)
- Saguenay (stad med sekundärkommunala befogenheter)